# العلاقات الآيسلندية الإسبانية
العلاقات الآيسلندية الإسبانية هي العلاقات الثنائية التي تجمع بين آيسلندا وإسبانيا.

## مقارنة بين البلدين
هذه مقارنة عامة ومرجعية للدولتين:
| وجه المقارنة                                              | آيسلندا          | إسبانيا                                                                             |
| --------------------------------------------------------- | ---------------- | ----------------------------------------------------------------------------------- |
| المساحة (كم2)                                             | 103.00 ألف       | 505.99 ألف                                                                          |
| عدد السكان (نسمة)                                         | 317.35 ألف       | 46.73 مليون                                                                         |
| الكثافة السكانية (ن./كم²)                                 | 3.08             | 92.35                                                                               |
| العاصمة                                                   | ريكيافيك         | مدريد                                                                               |
| اللغة الرسمية                                             | اللغة الآيسلندية | اللغة الإسبانية، اللغة الغاليسية، لغة بشكنشية، اللغة الكتالونية، اللغة الأوكسيتانية |
| العملة                                                    | كرونة آيسلندية   | يورو، بيزيتا إسبانية                                                                |
| الناتج المحلي الإجمالي (بليون دولار)                      | 23.91 مليار      | 1.31 تريليون                                                                        |
| الناتج المحلي الإجمالي (تعادل القوة الشرائية) بليون دولار | 15.79 مليار      | 1.77 تريليون                                                                        |
| الناتج المحلي الإجمالي الاسمي للفرد دولار أمريكي          | 50.17 ألف        | 28.16 ألف                                                                           |
| الناتج المحلي الإجمالي للفرد دولار أمريكي                 | 46.55 ألف        | 38.00 ألف                                                                           |
| مؤشر التنمية البشرية                                      | 0.899            | 0.876                                                                               |
| رمز المكالمات الدولي                                      | +354             | +34                                                                                 |
| رمز الإنترنت                                              | .is              | .es                                                                                 |
| المنطقة الزمنية                                           | 00، أوروبا/لندن ‏ | ت ع م+01:00، ت ع م+02:00                                                            |

## منظمات دولية مشتركة
يشترك البلدان في عضوية مجموعة من المنظمات الدولية، منها:
| علم المنظمة | اسم المنظمة                               | تاريخ انضمام آيسلندا | تاريخ انضمام إسبانيا |
| ----------- | ----------------------------------------- | -------------------- | -------------------- |
|             | وكالة ضمان الاستثمار متعدد الأطراف        | 25 سبتمبر 1998       | 29 أبريل 1988        |
|             | منظمة التعاون الاقتصادي والتنمية          | ?                    | ?                    |
|             | الأمم المتحدة                             | 19 نوفمبر 1946       | 14 ديسمبر 1955       |
|             | الفريق المعني برصد الأرض                  | ?                    | ?                    |
|             | منظمة حظر الأسلحة الكيميائية              | ?                    | ?                    |
|             | منظمة التجارة العالمية                    | ?                    | ?                    |
|             | منظمة الشرطة الجنائية الدولية             | ?                    | ?                    |
|             | منظمة الأمن والتعاون في أوروبا            | 25 يونيو 1973        | 25 يونيو 1973        |
|             | مؤسسة التنمية الدولية                     | 19 مايو 1961         | 18 أكتوبر 1960       |
|             | حلف شمال الأطلسي                          | 4 أبريل 1949         | 30 مايو 1982         |
|             | نظام تحكم تكنولوجيا القذائف               | 1993                 | 1990                 |
|             | يونسكو                                    | 8 يونيو 1964         | 30 يناير 1953        |
|             | مجلس أوروبا                               | ?                    | ?                    |
|             | الاتحاد البريدي العالمي                   | ?                    | ?                    |
|             | البنك الدولي للإنشاء والتعمير             | 27 ديسمبر 1945       | 15 سبتمبر 1958       |
|             | اتفاقية السماوات المفتوحة                 | ?                    | ?                    |
|             | المنظمة الهيدروغرافية الدولية             | ?                    | ?                    |
|             | الاتحاد الدولي للاتصالات                  | 1 أكتوبر 1906        | 1866                 |
|             | مؤسسة التمويل الدولية                     | 20 يوليو 1956        | 24 مارس 1960         |
|             | المركز الدولي لتسوية المنازعات الاستشارية | 14 أكتوبر 1966       | 17 سبتمبر 1994       |
|             | مجموعة أستراليا                           | 1993                 | 1985                 |
|             | مجموعة الموردين النوويين                  | ?                    | ?                    |

## وصلات خارجية
- موقع وزارة الخارجية الآيسلندية
- موقع وزارة الخارجية الإسبانية